# Elektrownia w Radomiu
Elektrownia w Radomiu – wyłączona z eksploatacji elektrownia znajdująca się w Radomiu, w dzielnicy Śródmieście.

## Historia
Neogotycki gmach dawnej elektrowni został wybudowany w 1901 r. pod nadzorem inż. Witolda Idzikowskiego. Uruchomiona w tym samym roku elektrownia w Radomiu była pierwszą w Królestwie Polskim. Koncesję na budowę obiektu otrzymało od władz miejskich Rosyjskie Towarzystwo Elektryczne Union z Petersburga. W tym samym roku na potrzeby nowej elektrowni wzniesiono przy obecnej ul. Traugutta neogotycki gmach. Petersburskie towarzystwo zarządzało elektrownią do swojego upadku w 1908 roku. Wówczas radomską elektrownię przejęło Towarzystwo Przedsiębiorstw Elektrycznych S.A. z Berlina (od 1913 radomski oddział działał pod nazwą Radomskie Towarzystwo Przedsiębiorstw Elektrycznych S.A.), które zarządzało nią aż do wygaśnięcia koncesji w 1946.
W okresie I wojny światowej duża część agregatów prądotwórczych została wywieziona do Rosji, co znacznie obniżyło moc produkcyjną elektrowni. W latach 1924–1928, w związku ze znacznym wzrostem liczby odbiorców prądu, wyposażenie zostało unowocześnione i rozbudowane. W 1929 roku podpisano pierwszą umowę na sprzedaż nadwyżek wyprodukowanej w elektrowni energii, a w 1937 roku wybudowano pierwszą linię elektroenergetyczną, łączącą radomską elektrownię z elektrownią w Rożnowie. W okresie II wojny światowej park maszynowy w większości uległ rozproszeniu. Pod koniec stycznia 1945 r. radomska elektrownia jako pierwsza w województwie kieleckim zaczęła produkować prąd. W 1946 r. została skomunalizowana. Zamknięta w 1956 r. w związku z podłączeniem Radomia do ogólnokrajowej sieci energetycznej. W 1963 roku w opuszczonym gmachu ulokowano jedną z ciepłowni miejskich, która działała do 1998 roku
W pierwszej połowie 2005 podjęto decyzję o przeznaczeniu gmachu dawnej elektrowni na siedzibę Mazowieckiego Centrum Sztuki Współczesnej Elektrownia. 24 maja 2005 prezydent Radomia przekazał nieruchomość marszałkowi województwa mazowieckiego z przeznaczeniem na siedzibę przyszłej instytucji. Prace adaptacyjne prowadzone w latach 2011–2014 i wyposażenie obiektu kosztowały łącznie ok. 22,5 mln złotych i zostały sfinansowane z budżetu województwa mazowieckiego. W ramach adaptacji do zabytkowej bryły dobudowano od strony południowej i zachodniej nowe skrzydła a na potrzeby ekspozycji zaadaptowano również piec węglowy o powierzchni ok. 100 m².